# Jordan Beyer
Louis Jordan Beyer (* 19. Mai 2000 in Kempen) ist ein deutscher Fußballspieler. Er steht seit September 2022 beim FC Burnley unter Vertrag und ist ehemaliger Nachwuchsnationalspieler.

## Karriere
Beyer begann in seiner Heimat beim SV Thomasstadt mit dem Fußballspielen. Als Spieler der D-Jugend (U13) wechselte er 2012 in das Nachwuchsleistungszentrum von Fortuna Düsseldorf. Zur Saison 2015/16 erfolgte der Wechsel in die zweite B-Jugend (U16) von Borussia Mönchengladbach. In der Saison 2016/17 rückte er in die U17 auf, mit der er in der B-Junioren-Bundesliga spielte. Zur Saison 2017/18 rückte Beyer in die U19 auf, für die er bereits in der Vorsaison ein Spiel in der A-Junioren-Bundesliga absolviert hatte.
Zur Saison 2018/19 rückte Beyer unter dem Cheftrainer Dieter Hecking in den Profikader auf. Unter Hecking debütierte er in der ersten Runde des DFB-Pokal bei den Profis. Im September 2018 erhielt Beyer seinen ersten Profivertrag. Über die gesamte Saison absolvierte Beyer neun Spiele in der Bundesliga, wobei er acht Mal in der Startelf stand. Zudem spielte er vier Mal in der zweiten Mannschaft in der viertklassigen Regionalliga West sowie einmal in der A-Junioren-Bundesliga.
In der Hinrunde der Saison 2019/20 kam Beyer unter Cheftrainer Marco Rose lediglich zu drei Einwechslungen in der Bundesliga. Daneben spielte er dreimal in der Regionalligamannschaft. In der Winterpause verlieh ihn der Verein für den Rest der Saison an den von Dieter Hecking trainierten Zweitligisten Hamburger SV, bei dem mit Jan Gyamerah und Josha Vagnoman zwei Rechtsverteidiger langfristig verletzt ausfielen. Bis zur Saisonunterbrechung aufgrund der COVID-19-Pandemie im März absolvierte Beyer alle sieben Spiele in der Startelf. Als die Saison Mitte Mai mit dem 26. Spieltag fortgeführt wurde, kehrte Vagnoman auf die Rechtsverteidigerposition zurück. Beyer rückte dafür neben Timo Letschert in die Innenverteidigung, verlor diesen Platz aber nach einer schwachen Leistung an Rick van Drongelen und kam anschließend nur noch sporadisch zum Einsatz. Nach insgesamt elf Einsätzen für den HSV kehrte Beyer im Sommer 2020 wieder nach Mönchengladbach zurück.
Nach seiner Rückkehr nach Mönchengladbach fand er dort unter Trainer Rose in der anschließenden Spielzeit 2020/21 weiterhin nur wenig Berücksichtigung und kam erst im Laufe der Rückrunde noch zu vier Einsätzen. Unter dem neuen Trainer Adi Hütter stand Beyer in der folgenden Saison 2021/22 hingegen an den ersten neun Spieltagen sechsmal in der Startaufstellung, ehe er verletzt bis zur Winterpause ausfiel; Ende Dezember 2021 verlängerte die Borussia Beyers Kontrakt daraufhin vorzeitig bis 2026. Nach seiner Rückkehr bestritt er im Laufe der Rückrunde noch elf weitere Spiele. Nach einem erneuten Trainerwechsel wurde Beyer zu Beginn der anschließenden Saison 2022/23 in den ersten vier Partien vom neuen Cheftrainer Daniel Farke nicht berücksichtigt.
Am 1. September 2022 wurde Beyer bis Saisonende an den englischen Zweitligisten FC Burnley ausgeliehen, bei dem sich der Abwehrspieler mehr Spielpraxis erhoffte. Unter dem Cheftrainer Vincent Kompany kam er in 30 Ligaspielen zum Einsatz, wobei er 29-mal in der Startelf stand und ein Tor erzielte. Die Mannschaft wurde mit zehn Punkten Vorsprung Meister und stieg in die Premier League auf. Anschließend verpflichtete der Verein Beyer zur Saison 2023/24 fest und stattete ihn mit einem Vertrag bis zum 30. Juni 2027 aus. In der neuen Liga konnte Beyer seinen Status als Stammspieler zunächst behaupten und bestritt bis Ende Dezember 2024 insgesamt 15 Ligaspiele, verletzte sich jedoch im letzten Spiel des Jahres gegen Aston Villa und fiel für den Rest der Spielzeit aus.

## Trivia
Beyers Rufname war bis zu seinem Wechsel zu Borussia Mönchengladbach Louis. Da es mit Louis Hiepen einen Namensvetter in seiner Mannschaft gab, wurde er fortan Jordan genannt. Seinen zweiten Vornamen erhielt er von seinem basketballbegeisterten Vater in Anlehnung an Michael Jordan.

## Erfolge
- Meister der EFL Championship und Aufstieg in die Premier League: 2023